# آنا لي والترز
آنا لي والترز (بالإنجليزية: Anna Lee Walters)‏ (9 سبتمبر 1946، باوني في الولايات المتحدة)؛ كاتِبة وروائية أمريكية.

## الجوائز
- الجوائز الأميركية للكتاب